# Jason Hamutenya Ndadi
Jason Hamutenya Ndadi (* 1926 in Ouhongo, Südwestafrika; † 1977 in Angola), bekannt unter seinem Kampfnamen Wanahepo, war ein namibischer Befreiungskämpfer und 1959 Mitgründer der Ovamboland People’s Organisation (OPO), der Vorgängerorganisation der SWAPO.
Hamutenya starb bei einem Verkehrsunfall und wurde zunächst auf dem Friedhof Hainyeko Training Centre unweit von Lubango in Angola beigesetzt. Eine Umbettung fand 2005 statt. Die letzte Ruhe fand Ndadi am 6. Mai 2005 in Ouhongo.
Eine Straße in Windhoek-Auasblick und -Olympia wurde 2007 nach Ndadi benannt (22° 36′ 9″ S, 17° 6′ 7″ O).